# Électricien industriel
L'électricien industriel aussi appelé maintenancier des systèmes automatisés est la personne chargée de l'installation, de la surveillance, de la maintenance et du dépannage des équipements électriques dans le milieu industriel.
Celui-ci doit parfois faire face à des systèmes de pointes ayant de fortes puissances avec des tensions élevées et des courants importants.

## Formation

### En France
Pour devenir électricien industriel, plusieurs formations sont conseillées. Dans un centre de formation d'apprentis dit CAP on peut obtenir le CAP préparation et réalisation d'ouvrages électriques ainsi que le CAP IEE - électrotechnique, installations et équipements électriques mais aussi le BEP électrotechnique énergie équipements communicants pour ensuite déboucher deux ans après sur un BP ELEEC - électrotechnique, énergie et équipements communicants. Le CAP va avoir comme objectifs de donner une qualification propre à l'exercice d'un métier tandis que le BEP confère une qualification professionnelle d'ouvrier ou d'employé qualifié. Celui-ci constitue une certification intermédiaire.
L'avantage de ces formations est qu'elles ont la possibilité d'être effectuées en apprentissage au sein d'une entreprise. L'alternance permettra alors de commercer à travailler tout en étudiant le métier souhaité en classe. À la suite d'un de ces deux diplômes, le BP constitue une formation plus spécifique d'une durée de deux ans.
L'AFPA propose aussi, à la suite d'une réorientation professionnelle d'effectuer un stage de formation dans un de leurs centres. Cette formation dure environ sept mois pour un total de 1 085 heures soit 39 heures par semaine. La formation se compose de six modules allant de une à huit semaines par module et d'un module en entreprise de trois semaines en fin de formation. Ce diplôme obtenu est une équivalence du CAP.

### Au Québec, Canada
La profession d'électricien industriel est encadrée par plusieurs lois et règlements au Québec. Ainsi, les compagnons électriciens effectuent la quasi-totalité des missions, on les retrouve d'ailleurs dans les travaux d'installation, de réfection, de modification ou de réparation d'installations électriques aux fins d'éclairage, de chauffage et de force motrice électriques. Pour ce qui est du droit d'installer, de rénover, de remplacer ou de réparer un système électrique, le Québec n'autorise que les maîtres-électriciens, membres de la Corporation des maîtres-électriciens au Québec.
Afin d'obtenir ce statut, l'apprentissage est donc obligatoire et tout adulte muni d'un carnet d'apprenti électricien y est admis. Le Québec prend toutefois en compte la réussite de certains diplômes : Diplôme d'études professionnel (DEP) en électricité et en électromécanique de systèmes automatisés mais aussi le diplôme d'études collégiales (DEC) en technologie de systèmes ordonnés et en technologie de l'électronique industrielle.
Pour accéder au statut de compagnon électricien, l'apprenti devra compléter une période d'apprentissage de 8000 heures, formations incluses qui d'ailleurs sont aujourd'hui souvent exigées par les employeurs.
Les électriciens qualifiés peuvent obtenir le Sceau rouge, qui leur permet de travailler partout au Canada.

## Compétences et qualités[4],[5]
Un électricien industriel doit savoir :  
- Lire et interpréter les différents schémas électriques, les plans et les prescriptions du code de l'électricité pour déterminer l'emplacement du matériel électrique industriel.
- Détecter un dysfonctionnement rapidement afin d'élaborer un diagnostic.
- Utiliser des appareils de mesure et des logiciels de GMAO (Gestion de maintenance assistée par ordinateur).
- Mettre en place les différentes procédures de règle et de test.
- Connaître et respecter les différentes normes et réglementations autour de l'électricité industrielle.
- Travailler en équipe.

L'électricien industriel doit posséder des qualités telles que la rigueur, la précision et l'habilité qui lui serviront constamment dans ce  métier où faire preuve d'ingéniosité pour prévoir et réparer un dysfonctionnement est primordial. Son attention pour les nouvelles technologies pourra lui permettre de s'adapter constamment aux différentes avancées technologiques dans le secteur industriel. Une aisance relationnelle est conseillée la où le partage d'information est important  pour le bon fonctionnement de l'industrie. Ce métier demande d'être disponible puisqu'il est  soumis aux astreintes.

## Principales activités[6],[7],[4]
L'électricien industriel sera amené à :
- Installer, vérifier, remplacer et réparer des câbles électriques, prises de courant, boîtes de commutation, conduits, artères, montages de câbles à fibres optiques et coaxiaux, appareils d'éclairage et autres composants.
- Procéder aux essais de matériel électrique et électronique, de composant pour vérifier la continuité, le courant, la tension et la résistance.
- Entretenir, réparer, installer et procéder aux essais des appareils de coupure, transformateurs, compteurs de tableaux de distributions, régulateurs et réacteurs.
- Localiser, entretenir et réparer les systèmes de contrôle industriels électriques et électroniques et autres dispositifs connexes.
- Exécuter des programmes d'entretien préventif et tenir des registres d'entretien.
- Installer, entretenir et calibrer des instruments industriels et dispositifs connexes.

## Perspectives d'évolution
Après plusieurs années d'expérience, l'électricien de maintenance peut devenir chef d'une équipe ou bien d'un atelier. Il bénéficie aussi d'une possibilité de se spécialiser dans des catégories technologiques tels que l'automatisme, l'électronique de puissance ou bien la petite motorisation. Il peut aussi avoir la possibilité de participer à la conception et à la mise au point d'équipements électriques,.

## Salaires

### En France
A ses débuts un électricien industriel peut espérer un salaire mensuel de l'ordre du SMIC, un chef d'équipe 1,2 à 1,6 SMIC.